# David Braz de Oliveira Filho
David Braz de Oliveira Filho (* 21. Mai 1987 in Guarulhos, Bundesstaat São Paulo), bekannt unter dem Namen David Braz, ist ein brasilianischer Fußballspieler.

## Karriere

### Verein
David Braz begann seine Karriere 2002 bei der Jugendabteilung des brasilianischen Traditionsvereins SE Palmeiras, wo er bis 2006 aktiv war. 2007 unterzeichnete er bei Palmeiras einen Profivertrag und wechselte in den Profikader des Vereins, wo er am 10. Februar 2007 sein Erstligadebüt gab. Ein Jahr später gewann der gelernte Innenverteidiger die Staatsmeisterschaft von São Paulo. Im Januar 2009 wechselte er nach Europa und unterzeichnete beim griechischen Verein Panathinaikos Athen einen Viereinhalbjahresvertrag. Direkt nach der Verpflichtung wurde Braz jedoch zurück in sein Heimatland an CR Flamengo nach Rio de Janeiro ausgeliehen, welcher ihn nach einem Jahr fest übernahm.
Seit der Saison 2012/13 steht er beim Ligakonkurrenten FC Santos unter Vertrag. Ab 2013 wurde Braz jedoch verliehen, wie Trainer Muricy Ramalho bekannt gab. Sivasspor lieh den Abwehrspieler für die Saison 2018/19 aus. Im Mai 2019 wurde er vom FC Santos zu Grêmio FBPA transferiert. Im Gegenzug tauschte Marinho den Verein. 2021 wechselte er zum Fluminense FC. Nach Austragung der Spiele um die Staatsmeisterschaft von Rio de Janeiro 2024 verließ er den Klub. Seitdem tingelt er durch unterklassige Klubs seiner Heimat.

### Nationalmannschaft
Nachdem David Braz schon für die U-18-Auswahl Brasiliens aktiv gewesen war, nahm er 2007 mit der U-20-Mannschaft an der Südamerikameisterschaft 2007 in Paraguay teil, wo er den ersten Platz belegen konnte.

## Erfolge
U-20 Nationalmannschaft
- U-20-Südamerikameisterschaft: 2007

Palmeiras
- Staatsmeisterschaft von São Paulo: 2008

Flamengo
- Brasilianischer Meister: 2009
- Taça Guanabara: 2011
- Taça Rio: 2011
- Staatsmeisterschaft von Rio de Janeiro: 2011

Santos
- Recopa Sul-Americana: 2012
- Staatsmeisterschaft von São Paulo: 2015, 2016

Vitória
- Staatsmeisterschaft von Bahia: 2013

Fluminense
- Taça Guanabara: 2022
- Staatsmeisterschaft von Rio de Janeiro: 2022, 2023
- Copa Libertadores: 2023